# Red Notice (Film)
Red Notice ist eine US-amerikanische Actionkomödie des Regisseurs Rawson Marshall Thurber, die ab dem 4. November in deutschen Kinos gezeigt und am 12. November 2021 auf Netflix veröffentlicht wurde. In den Hauptrollen sind Dwayne Johnson, Ryan Reynolds und Gal Gadot zu sehen. Er gilt als der meistgesehene Film auf Netflix.

## Handlung
Nach einem Hinweis durch einen nur als „Läufer“ bekannten Informanten versucht John Hartley, Profiler beim FBI, zusammen mit der Interpol-Agentin Urvashi Das den Diebstahl eines der drei Eier der Kleopatra aus der Engelsburg in Rom zu verhindern. Die Eier, ein Kunstschatz von unermesslichem Wert, waren einst ein Geschenk von Marcus Antonius und sind im Laufe der Zeit verloren gegangen, bis zwei von ihnen im Jahr 1907 gefunden wurden.
Als klar wird, dass das Ei bereits gestohlen wurde und der Täter, Kunstdieb Nolan Booth, sich noch im Gebäude befindet, nimmt Hartley die Verfolgung auf. Booth gelingt die Flucht. Erst in seinem Haus auf Bali kann er von Hartley und Das verhaftet werden. Das Ei wird dabei sichergestellt. Jedoch gelingt es Sarah Black, Hauptkonkurrentin von Booth, getarnt als Mitglied des Einsatzteams, das Ei zu entwenden und durch eine Fälschung zu ersetzen. Das stellt Hartley zur Rede, weil sie aufgrund eines hohen Geldeingangs auf Hartleys Konto glaubt, dass er für den erneuten Diebstahl verantwortlich sei. Da es ihm nicht gelingt, seine Unschuld zu beweisen und in der FBI-Zentrale auch niemand je von ihm gehört zu haben scheint, wird er verhaftet, in ein russisches Gefängnis gebracht und dort in die gleiche Zelle wie Booth gesteckt.
Im Direktorenzimmer treffen sie auf Sarah Black, die sich als „Läufer“ zu erkennen gibt. Sie hat Hartleys Konto manipuliert und den Anruf beim FBI umgeleitet. Nachdem Booth, der weiß, wo sich das dritte Ei befindet, ihr Angebot zur Zusammenarbeit ablehnt, überlässt sie die beiden ihrem Schicksal. Hartley und Booth gelingt aber die Flucht aus dem Gefängnis und gemeinsam wollen sie das zweite Ei stehlen, das sich in der Villa eines Waffenhändlers namens Sotto Voce in Valencia befindet. Doch Black kommt ihnen zuvor, denn sie und Voce arbeiten anscheinend zusammen. Als Hartley gefoltert wird, verrät Booth den Standort des dritten Eis, es sei in Ägypten. Black überwältigt Voce und entschwindet allein. Hartley und Booth gelingt erneut die Flucht. In Wahrheit befindet sich das Ei in einem alten Bunker in den Wäldern Argentiniens, wohin von den Nazis gegen Ende des Zweiten Weltkrieges Kunstschätze gebracht wurden. Booth kennt den Standort aufgrund einer Uhr seines Vaters, die früher Hitlers persönlichem Kunstberater gehörte und die die genauen Koordinaten enthält.
Sie finden den Bunker tatsächlich und auch das Ei, treffen allerdings erneut auf Black, die den Schwindel mit Ägypten durchschaut hat und ihnen gefolgt ist. Als Das mit einem Polizeitrupp eintrifft, tun die drei sich zusammen und entkommen in einem alten Mercedes-Cabriolet. Die alte Mine, in der sich der Bunker befindet, endet hinter einem Wasserfall, sodass die drei schließlich in einem See landen. Dort geben sich Hartley und Black gegenüber Booth als Paar zu erkennen, das von Anfang an zusammengearbeitet hat. Sie lassen Booth gefesselt zurück und begeben sich nach Ägypten, wo sie die drei Eier für 300 Millionen Dollar an einen Milliardär verkaufen, der sie seiner Tochter zur Hochzeit schenkt.
Einige Monate später werden Hartley und Black von Booth auf ihrer Segelyacht überrascht, der ihnen erzählt, dass Das nach einem Hinweis von ihm ihr Konto mit den 300 Millionen eingefroren hat. Ebenfalls sei Das jetzt auf dem Weg, um sie zu verhaften. Sie entkommen, nachdem Hartley und Black zugestimmt haben, mit Booth bei seinem nächsten Raubzug zusammenzuarbeiten. Während sie von Das mit einer Red Notice versehen zur Fahndung ausgeschrieben werden, begeben sie sich nach Paris zum Louvre für ihren nächsten Coup.

## Produktion

### Entstehungsgeschichte
Im Februar 2018 wurde das Konzept für die Actionkomödie Red Notice mit Dwayne Johnson in der Rolle eines FBI-Agenten verschiedenen US-amerikanischen Filmstudios, darunter Legendary Pictures, New Line Cinema, Paramount, Sony, Universal, Warner Bros. und Netflix, zum Bieterwettstreit vorgelegt. Als Regisseur und Drehbuchautor sollte dabei Rawson Marshall Thurber fungieren, während Beau Flynn sowie Dwayne Johnson, Dany Garcia und Hiram Garcia über Seven Bucks Productions als Produzenten tätig sind. Das Budget sollte zwischen 125 und 150 Millionen US-Dollar liegen, wobei Johnson eine Gage von über 20 Millionen und Thurber von rund 10 Millionen US-Dollar erhalten sollten. Schließlich erhielten Legendary Pictures und Universal den Zuschlag und verkündeten, dass man Anfang 2019 mit der Produktion des Filmes beginnen wollte. Im Juni 2018 schloss sich Gal Gadot als zweite Hauptrolle der Besetzung an, im Juli 2019 Ryan Reynolds. Beide sollten ebenfalls eine Gage von rund 20 Millionen US-Dollar bekommen. Zeitgleich wurde bekannt, dass Universal mit dem fertigen Drehbuch von Thurber zögerte, weshalb sich Netflix schließlich die Rechte sicherte und einen Produktionsbeginn Anfang 2020 anvisierte.
Im Februar 2020 wurde die Beteiligung der Schauspieler Ritu Arya und Chris Diamantopoulos am Film öffentlich. Als Komponist für die Filmmusik wurde Steve Jablonsky verpflichtet, als VFX Supervisor soll Richard R. Hoover tätig sein.

### Dreharbeiten
Die Dreharbeiten begannen schließlich am 21. Januar 2020 in Atlanta, Georgia mit dem Kameramann Markus Förderer. Dieser verwendete bei den Filmaufnahmen eine Panavisionkamera, die Reds 8k-Monstro-Technologie nutzt. Gepaart mit dieser Kamera wurde eine über 60 Jahre alte Linse mit einmaligem Bokeh verwendet, mit der bereits die Filme Ben Hur und Lawrence von Arabien gedreht wurden. Aufgrund der COVID-19-Pandemie wurden Anfang März 2020 geplante Filmaufnahmen in Italien abgesagt, ehe die Dreharbeiten Mitte des Monats komplett unterbrochen wurden. Zu diesem Zeitpunkt war etwa die Hälfte des Filmes abgedreht.
Am 14. September 2020 wurden die Dreharbeiten in einer „Quarantäneblase“ in Atlanta fortgesetzt. Die Sicherheitsvorkehrungen reichten dabei von täglichen SARS-CoV-2-Test über Temperaturmessungen bis hin zur Einteilung des Filmsets in verschiedene Zonen, sodass immer nur eine begrenzte Anzahl an Personen am Set anwesend war. In den Studios wurde unter anderem die Engelsburg detailreich nachgebaut, da man pandemiebedingt zunächst nicht in Rom drehen konnte. Mitte November 2020 wurden die Hauptdreharbeiten abgeschlossen; im Anschluss erfolgten einwöchige Ergänzungsaufnahmen in Rom und auf Sardinien mit einem lokalen, italienischen Filmteam.

### Veröffentlichung
Der Film sollte ursprünglich am 12. Juni 2020 in die US-amerikanischen Kinos kommen. Später wurde der US-Kinostart zunächst auf den 13. November 2020 verschoben, bevor sich Netflix die Vertriebsrechte sicherte und den Film am 12. November 2021 veröffentlichte. Ein erster Trailer wurde am 2. September 2021 veröffentlicht.

## Synchronisation
Die deutschsprachige Synchronisation entstand unter dem Dialogbuch und der Dialogregie von Hannes Maurer im Auftrag der FFS Film- & Fernseh-Synchron GmbH in Berlin.
| Rolle                    | Schauspieler         | Synchronsprecher   |
| ------------------------ | -------------------- | ------------------ |
| John Hartley             | Dwayne Johnson       | Ingo Albrecht      |
| Nolan Booth              | Ryan Reynolds        | Dennis Schmidt-Foß |
| Sarah Black / Der Läufer | Gal Gadot            | Giuliana Jakobeit  |
| Urvashi Das              | Ritu Arya            | Kaya Marie Möller  |
| Sotto Voce               | Chris Diamantopoulos | Nicolas Böll       |
| Tambwe                   | Ivan Mbakop          | Björn Schalla      |
| Cleopatra                | Brenna Marie Narayan | Muriel Bielenberg  |
| Drago Grande             | Daniel Bernhardt     | Georgios Tzitzikos |
| Ed Sheeran               | Ed Sheeran           | Nico Sablik        |
| Erzählstimme             | (Robert Clotworthy)  | Till Hagen         |

## Rezeption
Bei Rotten Tomatoes erhielt der Film eine Punktzahl von 36 Prozent, basierend auf 176 Kritiken. Bei Metacritic erreichte der Film eine Zustimmung von 37/100, basierend auf 38 Kritiken.
Das Lexikon des internationalen Films urteilte: „Für die Jagd um die Welt, die in all ihrer Vielfalt erstaunlich gleichförmig inszeniert ist, werden alte Allianzen regelmäßig über den Haufen geworfen und neu geschmiedet. Das ist mitunter kurzweilig, doch kommt der Film nicht über ein ausgehöhltes Abenteuerfilm-Pastiche hinaus, in dem Meta-Witzeleien und Stereotypen den unmittelbaren Thrill des Abenteuerlichen erdrücken.“

## Fortsetzungen
Im Januar 2022 wurde bekannt, dass der Regisseur und Drehbuchautor Rawson Marshall Thurber mit den Arbeiten an gleich zwei Fortsetzungen begonnen habe, die ursprünglich back-to-back ab Anfang 2023 mit alle drei Hauptdarstellern gedreht werden sollten. Nach Produktionsverzögerungen verkündete der bei Netflix für den Filmbereich zuständige Manager Scott Stuber Ende 2023 allerdings, dass man sich vorerst nur auf die Entwicklung von Red Notice 2 fokussiere.